# Хаммурапі (цар Алалаха)
Хаммурапі (*д/н — бл. 1650 до н. е.) — цар держави Алалах близько 1650 року до н. е. Низка дослідників отожнює його з Хаммурапі III, царем Ямхаду.

## Життєпис
Представник молодшої гілки Ямхадської династії. Син царя Аммітакума та хуритської принцеси. Стосовно діяльності обмаль відомостей, навіть є суперечливим термін перебування при владі. Низка дослідників вважає, що йому передував брат Ярім-лім II. Можливо той як старший син був співцарем Аммікатума. після його смерті цей статус отримав Хаммурапі.
Знано, що батько оженив його на представниці царської династії Ебли. Можливо під тиском Ямхаду Аммікатум поступився троном Хаммурапі. Або розраховував обійти цим самим клятву вірності ямхадським царям. Це сталося близько 1650 року до н. е. Невдовзі проти Алалаха виступив хетський цар Хаттусілі I. який взяв в облогу Алалах. З невідомих причин Ярім-Лім III, цар Ямхаду, не надав допомоги. В результаті місто було захоплено й сплюндровано.
Подальша доля хаммурапі також є предметом дискусії. Частина вчених вважає, що він врятувався в халапі, а після смерті Ярім-Ліма III став царем Ямхаду як Хаммурапі III. Інші дослідники висувають гіпотезу загибелі хаммурапі під час захоплення Алалаха.